# ریچارد کوپر (بازیکن فوتبال، زاده۱۹۶۵)
ریچارد کوپر (انگلیسی: Richard Cooper؛ زادهٔ ۷ مهٔ ۱۹۶۵) بازیکن فوتبال اهل بریتانیا است.
از باشگاه‌هایی که در آن بازی کرده‌است می‌توان به باشگاه فوتبال یئوویل تاون، باشگاه فوتبال ویموث، باشگاه فوتبال شفیلد یونایتد، باشگاه فوتبال اکستر سیتی، باشگاه فوتبال لینکولن سیتی، باشگاه فوتبال گینزبورو ترینیتی، و باشگاه فوتبال اسپالدینگ یونایتد اشاره کرد.